# Káin gyermekei
A Káin gyermekei magyar egész estés film, amelyet 2014 szeptemberében mutattak be a nyilvánosság előtt a San Sebastián-i Nemzetközi Filmfesztiválon. 
Magyarországi televíziós premierje 2014. november 27-én volt az HBO-n. Mozis premierje 2015. február 12-én volt.

## A filmről
A magyar–francia koprodukcióban készült film az 1985-ös Bebukottak című, Monory Mész András rendezte dokumentumfilmen alapul. Gerő Marcell, a Káin gyermekeinek rendezője 2010-ben látta először az 1980-as években betiltott alkotást, amely néhány, a tököli börtönbe került fiatalkorú életét mutatta be. A filmben a fiatalok nyíltan mesélnek kegyetlen hétköznapjaikról, elkövetett bűntetteikről és szabadulásuk utáni terveikről. „Döbbenetes hatással volt rám az az ellentét, ami a megszólaló kamaszok nyílt arca, tiszta tekintete, higgadt és összeszedett beszéde illetve az előadott kegyetlen tartalom között feszült. Azon kaptam magamat, hogy újra és újra azt próbálom elképzelni, kitalálni, mi lehet ezekkel a srácokkal ma. Az első pillanattól kezdve világos volt, hogy ha sikerrel járunk a szereplők felkutatásával, akkor ezeken a harminc éven átívelő történeteken keresztül az emberi létet alapjaiban érintő kérdésekhez jutunk“ – fejtette ki Gerő Marcell.
A Káin gyermekei a Bebukottak szereplőivel foglalkozik, azzal, hogy mi történt velük az elmúlt harminc évben. Gerő Marcell így fogalmazta meg a forgatás alatt szerzett élményeit: „Az első találkozás minden esetben drámai volt. A Bebukottakból ismert kamasz szemet fölismerni egy ötvenhez közelítő, sokat megélt nézésben mindig drámai hatású. Ezt a hatást a Káin gyermekei is használja. A későbbi forgatási napokon már nem az eltelt harminc év arcon hagyott nyomaival foglalkozik az ember, hanem azzal a szereplővel, aki bizalmat szavaz neked és hajlandó beavatni az életének, sorsának megrázó részleteibe.” 
A film megvalósulásához a francia JBA Production (Jacques Bidou és Marianne Dumoulin), az ARTE France, az HBO Europe, a Radio Télévision Suisse és a CNC, a francia állami filmalap nyújtottak támogatást.

## Fesztiválok
- 2014 – 62. San Sebastián-i Nemzetközi Filmfesztivál, Spanyolország
- 2014 – 10. Zürichi Film Festival, Svájc
- 2014 – Jihlava International Documentary Film Festival, Csehország
- 2014 – Stockholm Film Festival, Svédország
- 2014 – IDFA, Hollandia
- 2014 – Verzio Dokumentumfilm Fesztivál

## Díjak és jelölések
- 2014 – Verzió Filmfesztivál – Diák zsűri